# Liste der Kulturdenkmale in Dammfleth
In der Liste der Kulturdenkmale in Dammfleth sind alle Kulturdenkmale der schleswig-holsteinischen Gemeinde Dammfleth (Kreis Steinburg) aufgelistet (Stand: 2. Juni 2025).

## Legende
In den Spalten befinden sich folgende Informationen:
- Objekt-ID: die Nummer des Kulturdenkmales
- Lage: die Adresse des Kulturdenkmales und die geographischen Koordinaten. Kartenansicht, um Koordinaten zu setzen. In der Kartenansicht sind Kulturdenkmale ohne Koordinaten mit einem roten Marker dargestellt und können in der Karte gesetzt werden. Kulturdenkmale ohne Bild sind mit einem blauen Marker gekennzeichnet, Kulturdenkmale mit Bild mit einem grünen Marker.
- Offizielle Bezeichnung: Bezeichnung des Kulturdenkmales
- Beschreibung: die Beschreibung des Kulturdenkmales
- Bild: ein Bild des Kulturdenkmales

## Sachgesamtheiten
| Objekt-ID | Lage                                    | Offizielle Bezeichnung | Beschreibung | Bild |
| --------- | --------------------------------------- | ---------------------- | --- | ---- |
| 39694     | Hochfeld 7 (53° 53′ 42″ N, 9° 22′ 0″ O) | Hofstelle Luthe        | Hofstelle Luthe; nach 1736; Hofanlage aus reetgedecktem Barghaus, einer Scheune und einem Stall, Hofgraben zu Teilen erhalten, gepflasterte Hoffläche, gusseisernes Tor - Begründung: geschichtlich, wissenschaftlich, Kulturlandschaft prägend - Schutzumfang: Barghus mit Stall, Scheune | BW   |

## Bauliche Anlagen
| Objekt-ID      | Lage                                         | Offizielle Bezeichnung | Beschreibung | Bild |
| -------------- | -------------------------------------------- | ---------------------- | --- | ---- |
| 9659           | Hochfeld 3 (53° 53′ 52″ N, 9° 21′ 41″ O)     | Barghus                | Barghus; 1890; Außenwände in Backstein, Satteldach straßenseitig reetgedeckt, Rechteckgrundriss, beide Steilgiebel und Traufwände aus Ziegelmauerwerk, Gulfkonstruktion mit drei Stühlen, zeittypischer Grundriss des quererschlossenen Vörhuses - Begründung: geschichtlich, wissenschaftlich, Kulturlandschaft prägend - Schutzumfang: gesamtes Objekt - Denkmaltyp: Bauliche Anlage   | BW   |
| 6876           | Hochfeld 7 (53° 53′ 41″ N, 9° 22′ 1″ O)      | Barghus                | Barghus; nach 1736, Vörhus 1874; reetgedeckte Satteldächer, zwei Ausbauten über dem Vörhus, hinterer Halbwalm, Gulfkonstruktion aus zwei Stühlen mit beidseitigem Hochrähmüberstand und Bojebalken. Ziegelfassaden - Begründung: geschichtlich, wissenschaftlich, Kulturlandschaft prägend - Schutzumfang: Barghus, Stall - Denkmaltyp: Bauliche Anlage, Sachgesamtheit: Hofstelle Luthe | BW   |
| 15629          | Hochfeld 25 (53° 53′ 25″ N, 9° 22′ 49″ O)    | Barghus                | Barghus; 1569 (d); eingeschossiger Ziegelbau, Achterhus unter reetgedecktem Walmdach, Vörhus mit reetgedecktem Satteldach in Firstrichtung des Haupthauses, Bargkonstruktion mit einseitig auskragenden Ankerbalken - Schutzumfang: Barghus - Begründung: Geschichtlich, Kulturlandschaftlich, Wissenschaftlich                                                                          | BW   |
| 2166 Wikidata  | Hochfeld 31 (53° 53′ 17″ N, 9° 23′ 4″ O)     | Husmannshus            | Alteintragung (Aktualisierung vorgesehen) - Begründung: geschichtlich, künstlerisch, städtebaulich - Schutzumfang: gesamtes Objekt - Denkmaltyp: Bauliche Anlage | BW   |
| 15761          | Hochfeld 32 (53° 53′ 14″ N, 9° 23′ 4″ O)     | Husmannshus            | Husmannshus; vermutlich 18. Jh.; Fachhallenhaus mit Backsteinaußenwänden und reetgedecktem Halbwalmdach, zwei Ausbauten über dem Wohnteil - Begründung: geschichtlich, wissenschaftlich, Kulturlandschaft prägend - Schutzumfang: gesamtes Objekt - Denkmaltyp: Bauliche Anlage | BW   |
| 15634          | Klein Kampen 2 (53° 53′ 26″ N, 9° 23′ 15″ O) | Barghus                | Barghus; nach 1805 (d); Reetdach mit vorderem Halb- und hinterem Vollwalm, Gulf aus zwei Stühlen aus Kiefernholz, Ankerbalken einseitig zur Verbreiterung der Diele auskragend, Ziegelfassaden - Begründung: geschichtlich, wissenschaftlich, Kulturlandschaft prägend - Schutzumfang: gesamtes Objekt - Denkmaltyp: Bauliche Anlage                                                     | BW   |
| 15633 Wikidata | Klein Kampen 7 (53° 53′ 38″ N, 9° 23′ 31″ O) | Barghus                | Reetgedecktes Barghus von 1696 mit zwei jüngeren Anbauten - Begründung: geschichtlich, wissenschaftlich, Kulturlandschaft prägend - Schutzumfang: gesamtes Objekt - Denkmaltyp: Bauliche Anlage | BW   |
| 9779           | Poßfeld 2 (53° 53′ 55″ N, 9° 19′ 33″ O)      | Husmannshus            | Husmannshus; 1916, transloziertes Ständerwerk um 1755; reetgedecktes Zweiständerfachhallenhaus unter Halbwalm mit Eulenluken, Sommerhausvollgiebeln und seitlichem Stallanbau - Schutzumfang: Husmannshus - Begründung: Geschichtlich, Kulturlandschaftlich, Wissenschaftlich | BW   |
| 9663           | Rotenmeer 8 (53° 53′ 18″ N, 9° 20′ 49″ O)    | Barghus                | Barghus; 1734 (d), Vörhus um 1890 erneuert; eingeschossiger Ziegelbau unter reetgedecktem Halbwalmdach mit Eulenluken, Vörhus mit Satteldachvollgiebel, Groot Dör in Vollwalm eingeschnitten, Barg aus nur vier Ständern auf Findlingen gegründet - Schutzumfang: Barghus - Begründung: Geschichtlich, Kulturlandschaftlich, Wissenschaftlich                                            | BW   |
| 9658           | Rotenmeer 12 (53° 53′ 1″ N, 9° 21′ 1″ O)     | Barghus                | Barghus; nach 1726 (d); eingeschossiger Ziegelbau unter reetgedecktem Halbwalmdach mit Eulenluken, Vörhus mit Satteldachvollgiebeln, Bargkonstruktion aus vier Eckständern - Schutzumfang: Barghus - Begründung: Geschichtlich, Kulturlandschaftlich, Wissenschaftlich | BW   |
| 15640          | Rotenmeer 16 (53° 52′ 50″ N, 9° 21′ 37″ O)   | Barghus                | Barghus; nach 1744 (d); eingeschossiger Ziegelbau teilweise über Granitsockel, reetgedecktes Walmdach, Vörhus mit Satteldachvollgiebeln, Bargkonstruktion aus zwei Stühlen; Warft mit Graben sowie ehem. Backhaus - Schutzumfang: Barghus, ehem. Backhaus, Warft, Graben - Begründung: Geschichtlich, Kulturlandschaftlich, Wissenschaftlich                                             | BW   |

## Quelle
- Liste der Kulturdenkmale in Schleswig-Holstein – Kreis Steinburg

- Karte mit allen Koordinaten:
- OSM |
- WikiMap